# Joseph Ochaya
Joseph Benson Ochaya (Kampala, 14 de dezembro de 1993) é um futebolista profissional ugandense que atua como defensor.

## Carreira
Joseph Ochaya representou o elenco da Seleção Ugandense de Futebol no Campeonato Africano das Nações de 2017.